# IC 3732
IC 3732 ist eine elliptische Zwerggalaxie vom Hubble-Typ E3 im Sternbild Jungfrau auf der Ekliptik. Sie ist schätzungsweise 96 Millionen Lichtjahre von der Milchstraße entfernt.
Das Objekt wurde am 10. Mai 1904 von Royal Harwood Frost entdeckt.